# Devonport (Tasmánie)
Devonport je australské město nacházející se na ostrově Tasmánie. Leží na severní straně ostrova, asi 45 km východně od Burnie v deltě řeky Mersey, jež vtéká do Bassova průlivu. Je třetím největším městem Tasmánie. Pojmenováno bylo podle kraje Devon v Anglii.

## Historie
V roce 1959 nahrazuje jako přístav Launceston.

## Zajímavosti
- Tiagarra – středisko domorodého umění s 2000 artefakty
- Devonport má vlastní letiště a spojení s pevninou trajektem Spirit of Tasmania
- Skalnatý mys Mersey Bluff

## Partnerská města
- Minamata, Japonsko (1996)